# Cortyta phaeocyma
Cortyta phaeocyma är en fjärilsart som beskrevs av George Francis Hampson 1913. Cortyta phaeocyma ingår i släktet Cortyta och familjen nattflyn. Inga underarter finns listade i Catalogue of Life.